# Pont de Saint-Jean

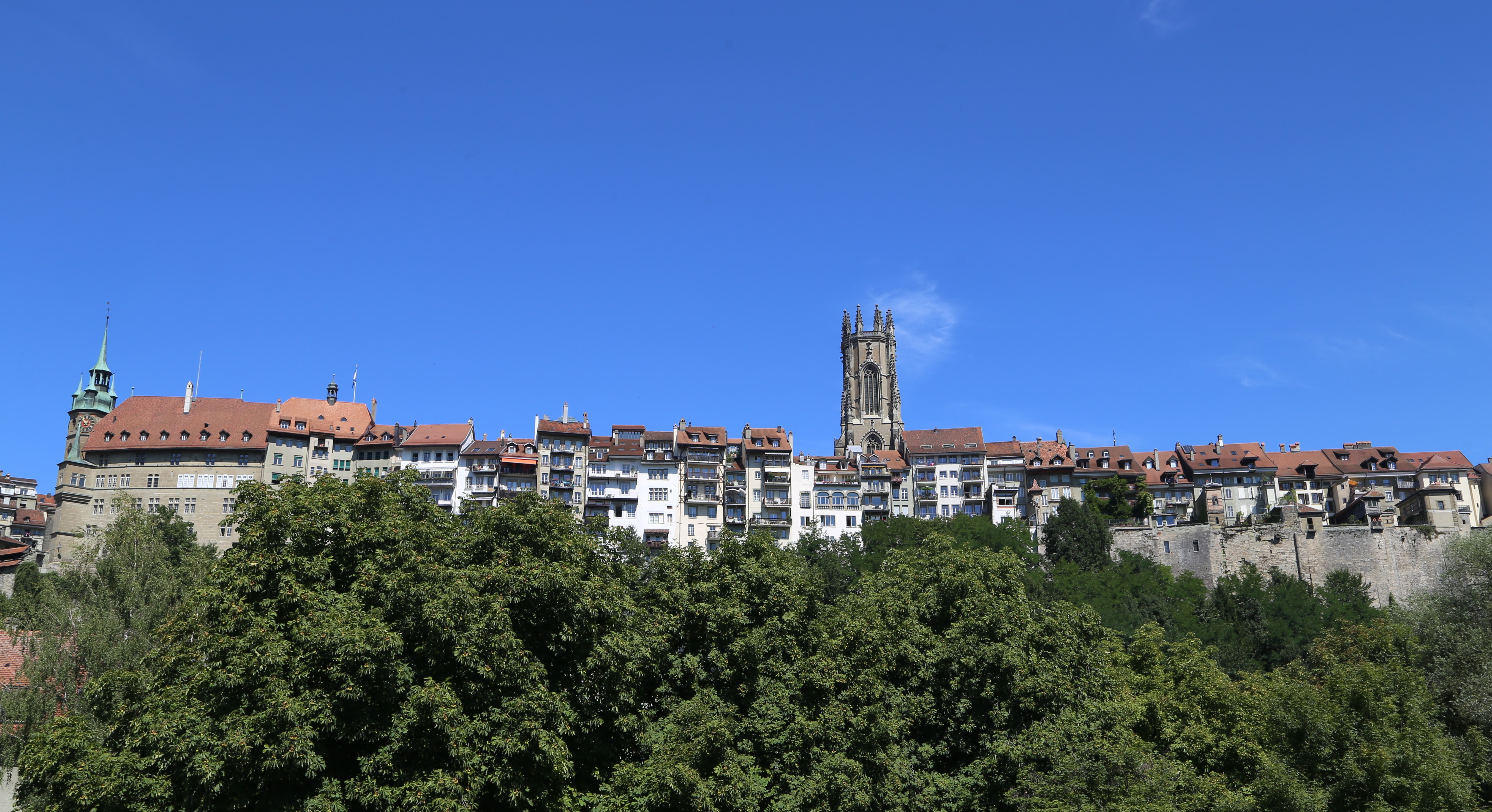
Widok z Mostu Św. Jana

Pont de Saint-Jean (Most Św. Jana, niem. Johannesbrücke) – historyczny most drogowy, przerzucony przez rzekę Sarine (niem. Saane) we Fryburgu w Szwajcarii. Jest jedną z trzech przepraw średniowiecznych i jednym z pięciu mostów w ogóle we fryburskim Dolnym Mieście (fr. la Basse-Ville). Łączy Rue de la Neuveville na lewym („miejskim”) brzegu Sarine, zwanym w tym miejscu Nowym Miastem (fr. Neuveville) i Planche-Supérieure na brzegu prawym.
Specyficzne usytuowanie części zabudowań szwajcarskiego Fryburga w głębokiej dolinie Sarine, gdzie tereny miejskie leżały po obu stronach jej koryta, wymusiło konieczność zapewnienia wygodnej komunikacji między obydwoma brzegami rzeki. Po powstaniu w 1250 r. pierwszej stałej przeprawy przez rzekę – Mostu Berneńskiego – otwarła się droga z prawego brzegu Sarine do Górnego Miasta. Prowadziła ona jednak wąską, stromą uliczką Stalden, niedostępną dla wozów z ładunkiem. Dlatego jeszcze przed rokiem 1259 wzniesiono drugi most, pozwalający na przejazd wozów z Planche-Supérieure do Nowego Miasta na lewym brzegu rzeki, a stąd obecnymi ulicami Rue de la Neuveville oraz Rue de la Grand-Fontaine na górę, do Burgu. Umożliwił on dojazd do centrum miasta początkowo od strony Bramy Bourguillon, a po oddaniu w 1275 r. do użytku Mostu Środkowego – również z dzielnicy Auge, od strony Bramy Berneńskiej.
Nazwa mostu poszła od założonej w roku 1259 na prawym brzegu rzeki, w pobliżu jego wylotu, komandorii joannitów (fr. Commanderie de Saint-Jean) z kościołem pw. św. Jana.
Pierwotnie był to kryty most drewniany – nakrywanie średniowiecznych mostów miało na celu ochronę ich drewnianych konstrukcji przed niekorzystnymi wpływami atmosferycznymi. Drewnianą konstrukcję, niszczoną kilkakrotnie przez wezbrania rzeki, zastąpiono w 1746 r. murowanym mostem kamiennym o trzech przęsłach. Most został całkowicie odnowiony w roku 1988.
Długość mostu wynosi 61 m, a rozpiętości przęseł kolejno 19,5, 19,0 i 15,5 m. Szerokość mostu wynosi 6,0 m, a szerokość jezdni, ograniczonej po bokach murowanymi parapetami wysokimi na 0,8 – 1,1 m, wynosi 5,0 m. Jezdnia wznosi się na 10 m ponad lustro wody Sarine. Ruch pojazdów odbywa się w obu kierunkach, równocześnie z ruchem pieszych.
Od 1995 r. Most Św. Jana we Fryburgu znajduje się na szwajcarskiej liście dóbr kultury o znaczeniu narodowym kantonu Fryburg (fr. Liste des biens culturels d'importance nationale dans le canton de Fribourg).
Most Św. Jana jest dobrym punktem widokowym. Widok z niego obejmuje m.in. wysoki brzeg Sarine, nad którym wznoszą się zabudowania najstarszej dzielnicy (Bourg) z widocznym po lewej stronie ratuszem i dominantą wieży katedry św. Mikołaja w centrum.